# Éric Di Meco
Éric Di Meco (ur. 7 września 1963 w Awinionie) – francuski piłkarz, występujący na pozycji bocznego obrońcy. Z reprezentacją Francji, w której barwach wystąpił 23 razy, zdobył brązowy medal Euro 1996.

## Sukcesy piłkarskie
- Puchar Mistrzów 1993, mistrzostwo Francji 1989, 1990, 1991 i 1992 oraz Puchar Francji 1989 z Olympique Marsylia
- mistrzostwo Francji 1997 z AS Monaco